# Sant Climent de Castelltort
Sant Climent de Castelltort és una església d'estil romànic del municipi de Guixers (Solsonès), protegida com a bé cultural d'interès local

## Situació

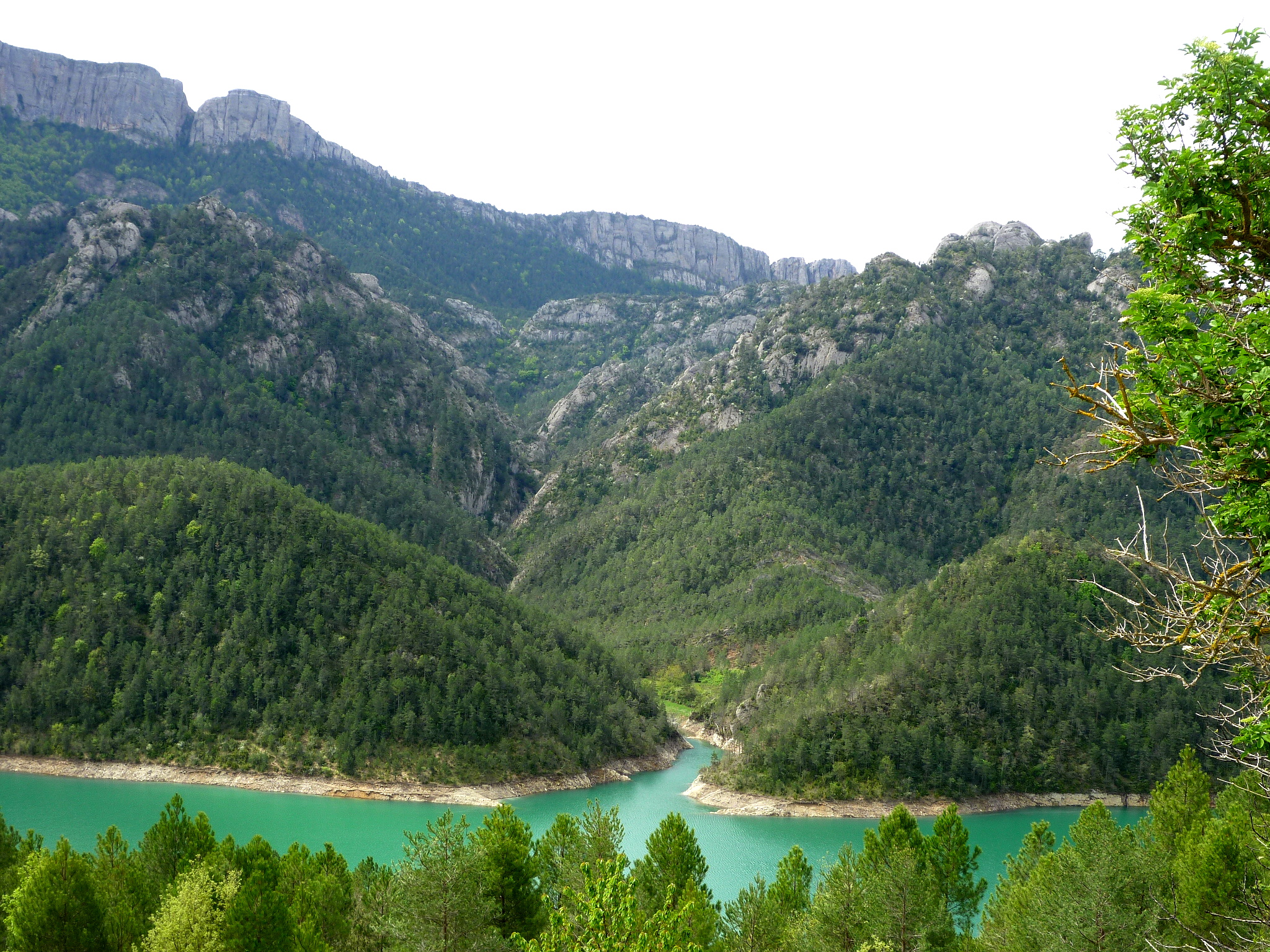
La rasa dels Forats

L'església es troba al peu de la serra dels Bastets, dalt d'un turó a l'esquerra de la desembocadura de la rasa dels Forats amb l'Aigua de Valls, desembocadura actualment anegada per les aigües de l'embassament de la Llosa del Cavall. Per anar-hi caldria creuar la cua del pantà amb un bot i desembarcar al fons de la cala de la rasa. El turó queda a la dreta.

## Descripció
Es troba totalment abandonada i només en resta, d'època romànica, una finestra de pedra tosca, de doble esqueixada i arc de mig punt adovellat a l'exterior i restes de les pilastres i dels capitells d'on arrencava la volta apuntada. També hi ha destacable un bloc de pedra reaprofitat en els murs, possiblement una llinda en origen, esculpit amb dos cercles juxtaposats, amb motius florals de sis pètals inscrits. És un motiu també molt utilitzat a l'art medieval i té origen preromànic. Els veiem sovint en peces de caràcter funerari com sarcòfags i esteles o en piques baptismals; la flor pot al·ludir a l'ànima, així com el número 6 o 12 que es relaciona amb la salvació.
Va ser abandonada al Segle XVIII quan es va edificar l'Església Nova de Sant Climent de Castelltort.

## Història
El Comte Guifré el Pelós, juntament amb el bisbe Galderic cap al 872-878 reorganitzà parroquialment la vall de Lord i aconsegueix per a l'església de Castelltort (Castrotorto) i per a altres uns drets que després usurpà el seu fill Sunifred. Guisad II, l'any 947, fa restitució dels drets antics, fent un llistat dels sacerdots que havien regentat aquesta església. La de Castelltort la regí: Telemundus Nigus, al servei del bisbe Esclua, Gostiscle al servei del bisbe Godnenci, després Argeric al servei d'Esclua, després Bonus, abat més tard de Sant Llorenç de Morunys, al servei de Nautigís i Raimó al servei de Nautigis i Radulf. El capbreu de Santa Maria de la Seu (segle xi) omet algunes esglésies esmentades a l'acte el 839, però hi afegeix Castelltort a la Vall de Lord.
Una tasca de neteja permetria descobrir la planta i altres detalls d'aquest edifici mig perdut entre la vegetació.